# أوين ديل
أوين ديل (بالإنجليزية: Owen Dale)‏ (مواليد 1 نوفمبر 1998) هو لاعب كرة قدم إنجليزي محترف يلعب كجناح لنادي بورتسموث، على سبيل الإعارة من بلاكبول. وقع من نادي كرو ألكساندرا في يناير 2022، وقد سبق له أن لعب مع نادي ويتون ألبيون ونادي ألترينتشام.